# Iモードもいっしょ
iモードもいっしょは、どこでもいっしょの追加ディスク第2弾。2001年5月24日にソニー・コンピュータエンタテインメントから発売された。
PlayStationと携帯電話を専用のケーブルで繋ぎ、iモードを介して遠くの人と名刺交換やしりとりをしたりできるソフト。なお、このサービスは2002年12月15日に終了している。
どこいつ手帳にスケジュールを書き込んでPocketStationに書き込めば、PocketStation内のポケピに反映される。
対応機種は、NTTドコモ「F502it、N502it、P502i、503iシリーズ」のみ。

## 必要な物
- PlayStation（またはPS one）
- PocketStation
- 携帯電話接続ケーブル
- どこでもいっしょ本編+追加ディスク（iモードもいっしょ）
- 携帯電話本体　※対応機種のみ。

なお、のちにセットになった「デラックスパック」も登場。